# Inger Alfvén
Inger Maria Alfvén, född 24 februari 1940 i Solna församling i Stockholms län, död 26 juli 2022 i Högalids distrikt i Stockholm, var en svensk författare.

## Biografi
Alfvén, som blev socionom 1964, arbetade bland annat som kurator. Hennes böcker gestaltar existentiella och moraliska konflikter såsom nedärvda könsroller, kärlek, livslång vänskap och ensamhet. Romanen Dotter till en dotter 1977 blev uppmärksammad men hon fick sitt stora genombrott med romanen S/Y Glädjen 1979.
År 2002 debuterade Alfvén som dramatiker med pjäsen Regnbågens rot, som handlar om tre systrars liv och utveckling under det förra seklets sista decennier.
Alfvéns böcker består framför allt i den direkta återgivningen av vad som rör sig i människornas medvetanden.

### Familj
Inger Alfvén var gift första gången 1962–1980 med kirurgen Mikael von Heijne (född 1941), andra gången 1985–1991 med författaren Lars-Olof Franzén (1936–2009) och tredje gången från 1993 med psykiatrikern Johan Cullberg (1934–2022).
Hon var dotter till Hannes Alfvén och brorsondotter till Hugo Alfvén.  

## Priser och utmärkelser
- 1978 – TCO:s kulturpris
- 2001 – Signe Ekblad-Eldhs pris
- 2006 – Samfundet De Nios Särskilda pris
- 2012 – Moa-priset
- 2012 – Eric och Ingrid Lilliehööks stipendium

### Fotnoter
1. ↑   Sveriges befolkning 1990. Ramsele: Svensk arkivinformation (SVAR), Riksarkivet. 2011. Libris 12076919. ISBN 9789188366917
2. ↑   https://www.expressen.se/nyheter/forfattaren-inger-alfven-dod/
3. ↑  TT (26 juli 2022). ”Författaren Inger Alfvén död”. Svenska Dagbladet. https://www.svd.se/a/EaOkl5/forfattaren-inger-alfven-dod. Läst 26 juli 2022.
4. ↑  TT (26 juli 2022). ”Författaren Inger Alfvén död”. Dagens Nyheter (DN). https://www.dn.se/kultur/forfattaren-inger-alfven-ar-dod/. Läst 26 juli 2022.
5. ↑  ”Inger Maria Alfvén (Stockholm, 82 år)”. Merinfo.se. Arkiverad från originalet den 26 juli 2022. https://web.archive.org/web/20220726153022/https://www.merinfo.se/person/Stockholm/Inger-Maria-Alfv%C3%A9n-1940/bjtb4-m011. Läst 26 juli 2022.
6. ↑  Gradvall et al 2009, nr. 538
7. ↑  Elgenstierna Gustaf, red (2002). Riddarhusets stamtavlor (Version 3.0). Stockholm: Riddarhusdirektionen. Libris 8846085 A1594 tab 13 1/2B s 19.